# Барриль, Поль
Поль Барриль (фр. Paul Barril; род. 13 апреля 1946, Вине) — бывший офицер Национальной жандармерии, имеющий воинское звание капитана, являющийся автором нескольких автобиографических книг. Поль Барриль — ветеран вооружённых действий, по своей армейской специализации являвшийся снайпером, служивший в том числе в охране генерала Шарля де Голля, затем работавший инструктором в Национальной школе жандармерии. Служил в спецподразделении GIGN до 1984 года, принимал участие в создании антитеррористической группы во время первых семи лет президентства Франсуа Миттерана. После завершения карьеры военнослужащего основал частную охранную компанию. Его профессиональная деятельность в качестве наёмника во время командировок в Африку повлекла за собой возбуждение нескольких уголовных дел во Франции.

## Биография
Является потомственным французским военнослужащим: его дед был тяжело ранен во время битвы при Вердене во время Первой мировой войны, имеет награды Орден Почётного легиона и Воинскую медаль. Отец Поля Барриля всю трудовую жизнь служил во французских силовых структурах и являлся примером для своего сына.
Поль Барриль окончил Национальную школу жандармерии, затем поступил на службу в элитное подразделение французской армии GIGN. В 1979 году командовал подразделением GIGN в Мекке, которое было направлено правительством Франции в Саудовскую Аравию для разрешения ситуации с захватом заложников в Мечети аль-Харам. Поль Барриль и ещё четверо бойцов GIGN для осуществления этой миссии приняли ислам, так как не-мусульманин не имеет права входить в мечеть. После возвращения на родину продолжил службу в GIGN, принимал участие во множестве операций, в том числе по ликвидации бандитских группировок в разных частях Франции.
В конце 1984 года он уволился с военной службы и создал частное охранное предприятие Epsylon, а также компанию по продаже специального оборудования SECRETS. В качестве наемника стал принимать участие в вооружённых конфликтах в африканских странах, в том числе Республике Конго. В 1988 году служил в охране президента Кот-д’Ивуара Феликса Уфуэ-Буаньи. Наиболее спорным аспектом деятельности Поля Барриля в качестве наемника является его участие в Гражданской войне в Руанде в первой половине 1990-х годов, особенно после начала геноцида в этой стране. Барриль прибыл в Кигали в апреле 1994 года, как раз во время самого разгара конфликта. В это время он заявил, что французским военным нужно не ждать приказов из Елисейского дворца, а просто понимать, какую конкретно выгоду их страна может получить в этом конфликте. По словам историка Элисона Дес Форджеса и журналиста Патрика де Сент-Экзюпери, Барриль командовал операцией «Инсектицид», которая проходила в Руанде с апреля по июнь 1994 года.

### Уголовное преследование
24 декабря 2007 года в отношении Поля Барриля было возбуждено уголовное дело по подозрению в отмывании денег в парижском игровом круге Concorde, также ему вменялось участие в организованной преступной группе, которая занималась вымогательствами и убийствами. 24 января 2008 года Поль Барриль был выпущен из-под стражи после уплаты залога. 7 июня 2012 года французский судья Марк Тревидик рассматривал уголовное дело в отношении Поля Барриля и его возможного участия в геноциде в Руанде. В ходе рассмотрения дела были подняты секретные документы, подписанные высшими должностными лицами Руанды того времени, которые частично подтвердили вину Барриля. 25 июня 2013 года в Верховный суд Парижа поступила жалоба правозащитных организаций с просьбой провести проверку в отношении Поля Барриля и его возможного соучастия в геноциде, оказании помощи боевикам оружием и боеприпасами, 27 июня 2013 года по факту поступления этой жалобы началось судебное расследование. 25 сентября 2013 года Поль Барриль был оправдан.

### Состояние здоровья
30 июня 2014 года Поль Барриль был госпитализирован с серьёзным недомоганием. Бывший спецназовец страдает от рака щитовидной железы и болезни Паркинсона.

## Публикации
- Paul Barril, Missions très spéciales, Presses de la Cité, Paris, 1984.
- Paul Barril, Guerres secrètes à l'Élysée, Albin Michel, Paris, 1996.
- Paul Barril, L’enquête explosive, Flammarion, Paris, 2000.
- Paul Barril, Les archives secrètes de Mitterrand, Albin Michel, Paris, 2001.
- Paul Barril, Paroles d’honneur, la vérité sur les génocides au Rwanda, Télémaque et L’Essor de la gendarmerie nationale, 2014